# (20527) Dajowestrich
(20527) Dajowestrich (1999 RO48) – planetoida z grupy pasa głównego asteroid okrążająca Słońce w ciągu 3,69 lat w średniej odległości 2,39 j.a. Odkryta 7 września 1999 roku.